# Stazione di Calosso-Castiglione Tinella

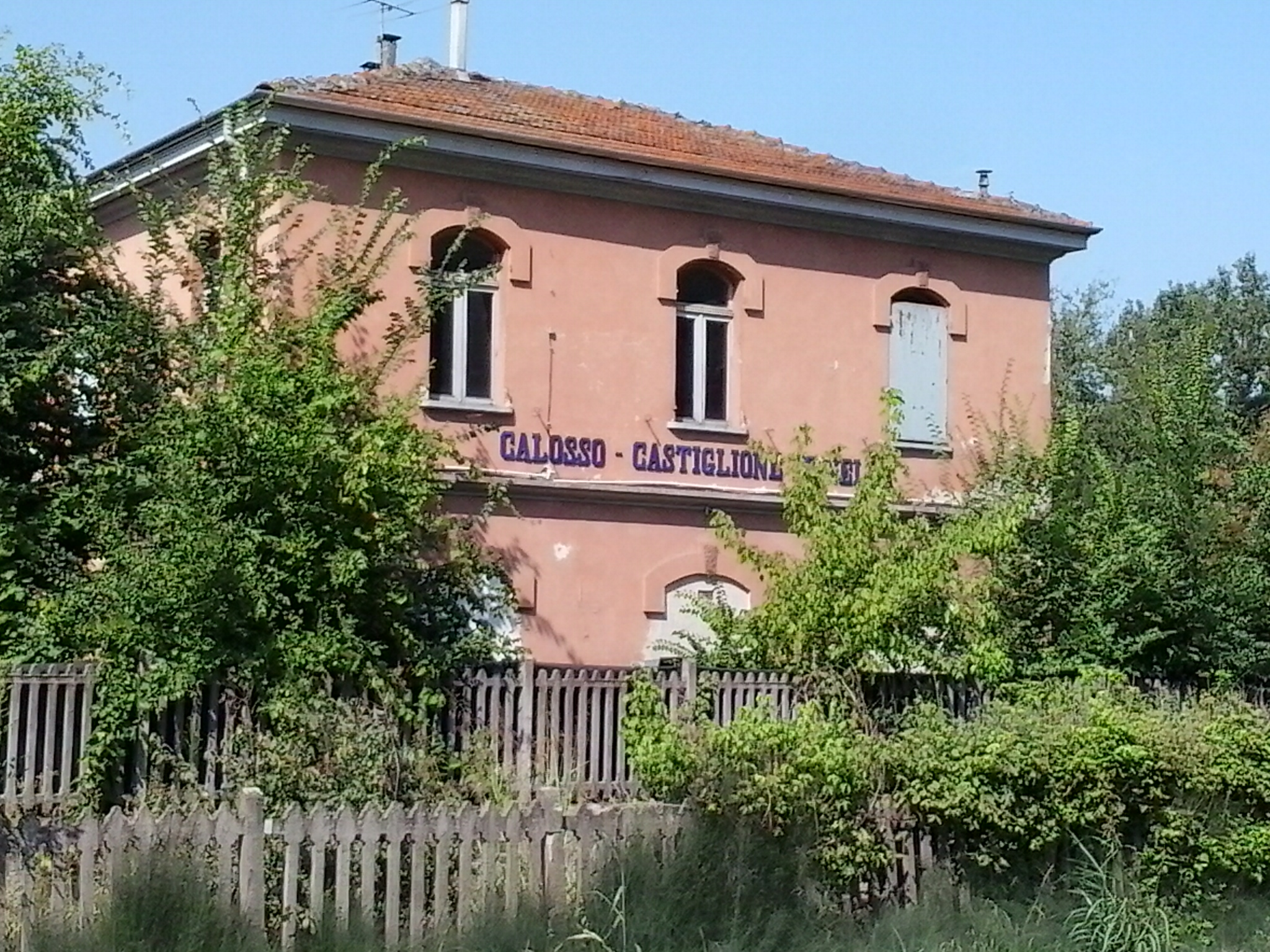
Stazione di Calosso - Castiglione Tinella, lato binari

La stazione di Calosso-Castiglione Tinella era una fermata ferroviaria della linea Alessandria-Cavallermaggiore al servizio dei centri abitati di Calosso e Castiglione Tinella.

## Storia
La fermata entrò in funzione il 26 maggio 1865, in concomitanza all'attivazione del tronco Nizza Canelli-Bra.
Dal 2000 la gestione dell'intera linea, e con essa quella della stazione di Canelli, passò in carico a Rete Ferroviaria Italiana la quale ai fini commerciali classifica l'impianto nella categoria "Bronze".
La fermata venne soppressa nel 2003.

## Strutture e impianti
La fermata disponeva di una banchina che serviva l'unico binario di corsa, rimasto in esercizio fino al 2012. Accanto ad essa è posto il fabbricato viaggiatori, sviluppato su due piani e che al 2021 risulta in buono stato di conservazione.

## Movimento
Il servizio viaggiatori era svolto da regionali di Trenitalia nell'ambito del contratto con Regione Piemonte.